# La Baie des Anges
La Baie des Anges is een Franse dramafilm uit 1963 onder regie van Jacques Demy.

## Verhaal
En bankbediende wordt door een collega meegenomen naar een casino. Omdat hij wint, besluit hij met vakantie naar Nice te gaan om er te gokken. Hij leert er ook een vrouw kennen die haar hele bestaan heeft opgeofferd aan het gokken.

## Rolverdeling
| Acteur              | Personage            |
| ------------------- | -------------------- |
| Jeanne Moreau       | Jacqueline Demaistre |
| Claude Mann         | Jean Fournier        |
| Paul Guers          | Caron                |
| Henri Nassiet       | Vader van Jean       |
| André Certes        | Bankdirecteur        |
| Nicole Chollet      | Marthe               |
| Georges Alban       |                      |
| Conchita Parodi     | Hotelhoudster        |
| Jacques Moreau      |                      |
| André Canter        |                      |
| Jean-Pierre Lorrain |                      |